# Lecidea tessellata
Lecidea tessellata är en lavart som beskrevs av Flörke. Lecidea tessellata ingår i släktet Lecidea och familjen Lecideaceae.  Arten är reproducerande i Sverige. Inga underarter finns listade i Catalogue of Life.